# Llista cronològica dels principals compositors de música clàssica
Aquesta és una llista orientativa dels principals compositors de música clàssica. Està organitzada seguint un ordre cronològic i s'han classificat els compositors per èpoques. Alguns compositors podrien classificar-se en més d'una època, ja que al llarg de la seva vida han format part de més d'un estil, com Monteverdi o Beethoven, per posar-ne alguns exemples.
Una llista més completa de compositors la trobareu a la Llista de compositors de música clàssica.